# Pampas Safari
O Pampas Safari foi um parque-safári brasileiro, localizado em Gravataí, Rio Grande do Sul.
O visitante podia observar, de dentro do seu veículo, os animais selvagens soltos no parque. O parque abrangia uma área de 320 hectares e estava localizado às margens da RS-020, Km 11, no município de Gravataí. O parque encerrou as atividades em novembro de 2016.